# Hodonín (nádraží)
Hodonín je železniční stanice v centrální části stejnojmenného města v Jihomoravském kraji poblíž řeky Moravy, která zde tvoří hranici se Slovenskem. Leží na tratích Přerov–Břeclav, Hodonín–Zaječí a Hodonín – Holíč nad Moravou. Stanice je elektrizovaná (25 kV, 50 Hz ss). Na území města se nachází též zastávka Hodonín zastávka a železniční hraniční přechod Hodonín státní hranice. Ve vzdálenosti asi 150 metrů od nádraží se nachází též městské autobusové nádraží.

## Historie

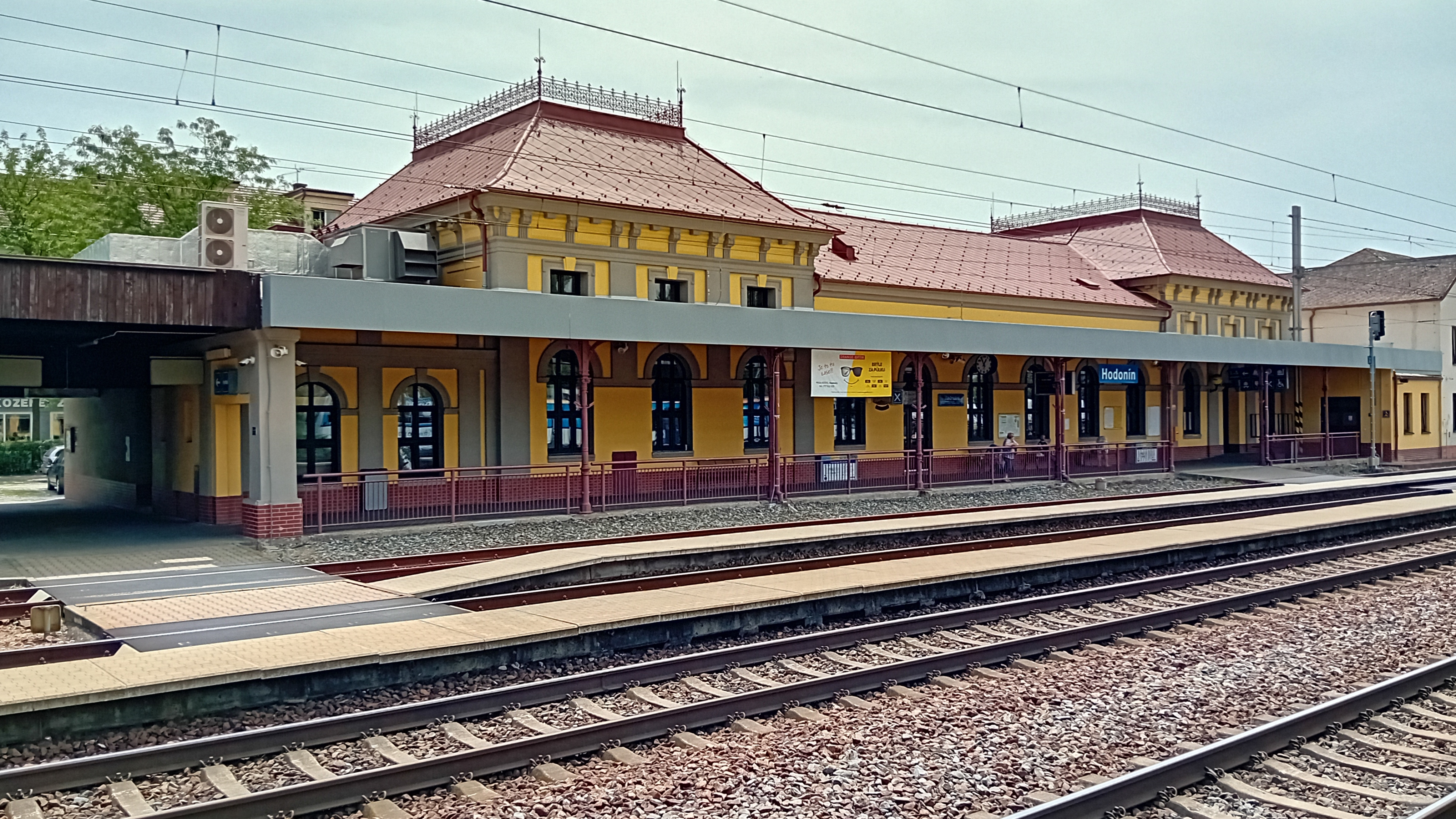
Nádražní budova

Stanice vznikla při budování Severní dráhy císaře Ferdinanda (KFNB) v roce 1841. Dne 27. března byla vykonána první zkušební jízda vlaku o jednom osobním a dvou nákladních vagonech tažených lokomotivou New York. Samotnou stavbu trati prováděla firma bratří Kleinů. Úsek Břeclav-Staré Město byl pak oficiálně dán do provozu 1. května téhož roku, slavnostního otevření se účastnil též moravskoslezský zemský gubernátor hrabě Alois Ugerte. V září 1841 začaly vlaky pravidelně jezdit ve směru na Přerov. Trať plánovali její inženýři Carl von Ghega a Alois Negrelli tak, aby vedla mimo v blízkosti hustší zástavby, především z hlediska bezpečnosti a možného vzniku požáru při nehodě či jisker od lokomotivy.
Od 1. listopadu 1863 začíná ve stanici fungovat dvoukolejný provoz vlaků. Dne 18. června 1891 dobudovala KFNB železniční spojku pomoravské a považské dráhy ústící v Holíči, ta byla v roce 1930 přeložena a roku 1987 elektrifikována. Dne 16. května 1897 vystavěla a zprovoznila společnost železniční trať spojující Hodonín a trať mezi Břeclaví a Brnem, koleje se na hlavní dráhu napojují v Zaječí. Ve druhé polovině 19. století byla u východní strany starší stanice vystavěna nová honosná výpravní budova. Po zestátnění KFNB k 1. lednu 1906 pak obsluhovala stanici jedna společnost, Císařsko-královské státní dráhy (kkStB), po roce 1918 pak správu přebraly Československé státní dráhy.
Dne 29. března 1985 byl ve stanici zahájen pravidelný provoz lokomotiv elektrické trakce.

## Popis
Stanicí prochází Druhý železniční koridor, leží na trase 6. Panevropského železničního koridoru. Proběhla rekonstrukce stanice a úpravy parametrů nádraží na koridorovou stanici: vzniklo zde zastřešené ostrovní nástupiště s podchody. Expresní spoje mohou stanicí projíždět rychlostí až 160 km/h, je zde instalováno staniční zabezpečovací zařízení ESA 11, stanice je dálkově řízena z Centrálního dispečerského pracoviště Přerov.
Ze stanice odbočuje vlečka do tepelné elektrárny Hodonín, jedné z nejstarších elektráren v Česku.